# Sverige i paralympiska vinterspelen 2010
Sverige deltog med 26 idrottare vid Paralympiska vinterspelen 2010 i Vancouver. Den svenska truppen tog totalt två medaljer, en bronsmedalj i längdskidåkning för synskadade till Zebastian Modin och en bronsmedalj i rullstolscurling till Jalle Jungnell, Patrik Burman, Anette Wilhelm och Patrik Kallin.

## Truppen

### Alpint
- Linnea Ottosson Eide (Väsalpin), Järpen
- Petter Ledin (Bjursås IK), Falun
- Simon Jacobsen (Västalpin), Göteborg

### Kälkhockey
- Aron Anderson (Nacka HI), Nacka
- Magnus Karlsson (FIFH Malmö), Svedala
- Dedjo Engmark (FIFH Malmö), Malmö
- Marcus Holm (HIF Kämparna), Härnösand
- Niklas Ingvarsson (FIFH Malmö), Beda
- Jens Kask (Nacka HI), Upplands Väsby
- Per Kasperi (Nacka HI), Täby
- Albin Lindell (FIFH Malmö), Malmö
- Rasmus Lundgren (FIFH Malmö), Tomelilla
- Ulf Nilsson (FIFH Malmö), Tomelilla
- Niklas Rakos (Nacka HI), Älvsjö
- Dan Svensson (FIFH Malmö), Blentarp
- Anders Wistrand (Nacka HI), Vaxholm

### Längd/Skidskytte
- Stina Sellin (Husums SK), Umeå
- Håkan Axelsson (Borås Skidlöparklubb), Sandared
- Zebastian Modin (Östersunds skidlöpareklubb), Frösön

### Rullstolscurling
- Jalle Jungnell (Södertälje CK), Stockholm
- Anette Wilhelm (Södertälje CK), Stockholm
- Patrik Burman (Härnösands CK), Sollefteå
- Glenn Ikonen (Södertälje CK), Hässelby
- Patrik Kallin (Södertälje CK), Bandhagen